# Кордавілл (Массачусетс)
Кордавілл (англ. Cordaville) — переписна місцевість (CDP) в США, в окрузі Вустер штату Массачусетс. Населення — 2703 особи (2020).

## Географія
Кордавілл розташований за координатами 42°16′19″ пн. ш. 71°31′22″ зх. д. / 42.27194° пн. ш. 71.52278° зх. д. (42.272062, -71.522795).  За даними Бюро перепису населення США в 2010 році переписна місцевість мала площу 4,72 км², з яких 4,71 км² — суходіл та 0,01 км² — водойми.

## Демографія
Згідно з переписом 2010 року, у переписній місцевості мешкало 2650 осіб у 870 домогосподарствах у складі 741 родини. Густота населення становила 562 особи/км².  Було 889 помешкань (188/км²).
Расовий склад населення:
| - 87,3 % — білих - 9,4 % — азіатів - 0,7 % — чорних або афроамериканців - 0,1 % — корінних американців |

До двох чи більше рас належало 1,8 %. Частка іспаномовних становила 2,5 % від усіх жителів.
За віковим діапазоном населення розподілялося таким чином: 32,5 % — особи молодші 18 років, 59,2 % — особи у віці 18—64 років, 8,3 % — особи у віці 65 років та старші. Медіана віку мешканця становила 41,0 року. На 100 осіб жіночої статі у переписній місцевості припадало 98,7 чоловіків;  на 100 жінок у віці від 18 років та старших — 95,3 чоловіків також старших 18 років.
Середній дохід на одне домашнє господарство  становив 174 537 доларів США (медіана — 162 361), а середній дохід на одну сім'ю — 187 785 доларів (медіана — 175 573). Медіана доходів становила 120 208 доларів для чоловіків та 76 579 доларів для жінок. За межею бідності перебувало 0,5 % осіб, у тому числі 0,0 % дітей у віці до 18 років та 2,1 % осіб у віці 65 років та старших.
Цивільне працевлаштоване населення становило 1401 особа. Основні галузі зайнятості: освіта, охорона здоров'я та соціальна допомога — 26,2 %, науковці, спеціалісти, менеджери — 23,1 %, роздрібна торгівля — 13,5 %, фінанси, страхування та нерухомість — 11,4 %.